# Edith Rotch
Pour les articles homonymes, voir Rotch.
Edith Rotch est une joueuse de tennis américaine du début du XXe siècle.
À trois occasions, elle a remporté l'US Women's National Championship : en double mixte en 1908 (avec Nathaniel Niles) et en double dames aux côtés de Hazel Hotchkiss Wightman en 1909 et 1910.
Edith Rotch est la fille de William Rotch.

## Palmarès (partiel)

### Titres en double dames
| No | Date       | Nom et lieu du tournoi                 | Catégorie | Surface      | Partenaire      | Finalistes                    | Score    |          |
| -- | ---------- | -------------------------------------- | --------- | ------------ | --------------- | ----------------------------- | -------- | -------- |
| 1  | 21/06/1909 | US National Championships Philadelphie | G. Chelem | Gazon (ext.) | Hazel Hotchkiss | Dorothy Green Louise Moyes    | 6-1, 6-1 | Parcours |
| 2  | 20/06/1910 | US National Championships Philadelphie | G. Chelem | Gazon (ext.) | Hazel Hotchkiss | Adelaide Browning Edna Wildey | 6-4, 6-4 | Parcours |

### Titre en double mixte
| No | Date       | Nom et lieu du tournoi                 | Catégorie | Surface      | Partenaire      | Finalistes                    | Score         |          |
| -- | ---------- | -------------------------------------- | --------- | ------------ | --------------- | ----------------------------- | ------------- | -------- |
| 1  | 22/06/1908 | US National Championships Philadelphie | G. Chelem | Gazon (ext.) | Nathaniel Niles | Louise Hammond Raymond Little | 6-4, 4-6, 6-4 | Parcours |

## Parcours en Grand Chelem (partiel)
Si l’expression « Grand Chelem » désigne classiquement les quatre tournois les plus importants de l’histoire du tennis, elle n'est utilisée pour la première fois qu'en 1933, et n'acquiert la plénitude de son sens que peu à peu à partir des années 1950.

### En simple dames
| Année | - | - | Championnat de France | Championnat de France | Wimbledon | Wimbledon | US National    | US National      |
| 1896  | - | - | -                     | -                     | -         | -         | 1/2 finale     | Annabella Wistar |
| 1897  | - | - | -                     | -                     | -         | -         | 1er tour (1/8) | Maud Banks       |

À droite du résultat, l’ultime adversaire.

### En double dames
| Année | - | - | Championnat de France | Championnat de France | Wimbledon | Wimbledon | US National           | US National                |
| 1897  | - | - | -                     | -                     | -         | -         | 1/2 finale Maud Banks | J. Atkinson K. Atkinson    |
| 1909  | - | - | -                     | -                     | -         | -         | Victoire H. Hotchkiss | Dorothy Green Louise Moyes |
| 1910  | - | - | -                     | -                     | -         | -         | Victoire H. Hotchkiss | A. Browning Edna Wildey    |

Sous le résultat, la partenaire ; à droite, l’ultime équipe adverse.

### En double mixte
| Année | - | - | Championnat de France | Championnat de France | Wimbledon | Wimbledon | US National       | US National          |
| 1908  | - | - | -                     | -                     | -         | -         | Victoire N. Niles | L. Hammond R. Little |

Sous le résultat, le partenaire ; à droite, l’ultime équipe adverse.